# Zend Framework
Le Zend Framework est un cadriciel pour PHP créé en mars 2006 par Zend Technologies, et distribué sous la Licence BSD Modifiée. Le 17 avril 2019, le projet prévoit de devenir open source sous le nom de Laminas, et le 6 novembre 2019, il devient accessible sur GitHub.
Le Zend Framework, aussi nommé ZF, a été développé dans le but de simplifier le développement Web tout en recommandant les bonnes pratiques et la conception orientée objets en offrant des outils aux développeurs. ZF permet aussi d'utiliser nativement le principe de MVC (Modèle-Vue-Contrôleur), mais n'y oblige pas.
Il est constitué de plusieurs composants séparés utilisables ensemble (étant auparavant livré en un seul bloc). En plus d'avoir une couche d'abstraction de base de données (zend-db), il est compatible avec des ORM plus puissants tels que Doctrine.